# セント・ニコラス＝アット＝ウェード
セント・ニコラス＝アット＝ウェード(St Nicholas-at-Wade)は、イングランド・ケント州のサネット区にある小さなヴィレッジで行政教区(Civil Parish)である。
人口は約1000人。ノルマン時代の教会や地方伝統であるフデニングで知られている。そのほかに、「プリマス・ブレズレン」のチャペル、2軒のパブ、小学校（生徒数は約200人）、郵便局兼雑貨屋、1930年代の村民会館、骨董屋、貸し馬小屋、じゃが芋梱包工場を含む多数の農場などがある。
名前は地形から由来する。セント・ニコラス村が位置するサネット島と英国本土の境は、ローマ時代には船も行き来していたウォンツァム（WantsumまたはWansum）海峡であり、今でもセント・ニコラス村と隣のサー村の間に造船所の跡が残っている。沈泥によって海峡が徐々に塞がり、ウォンツァム川とスタワー／ストゥアー（Stour：現地でも2つの発音がる）川になったが、塞がる前は「水中を歩いて」（wade）渡らなければならなかった。